# فجوة حاملة للطفيلي

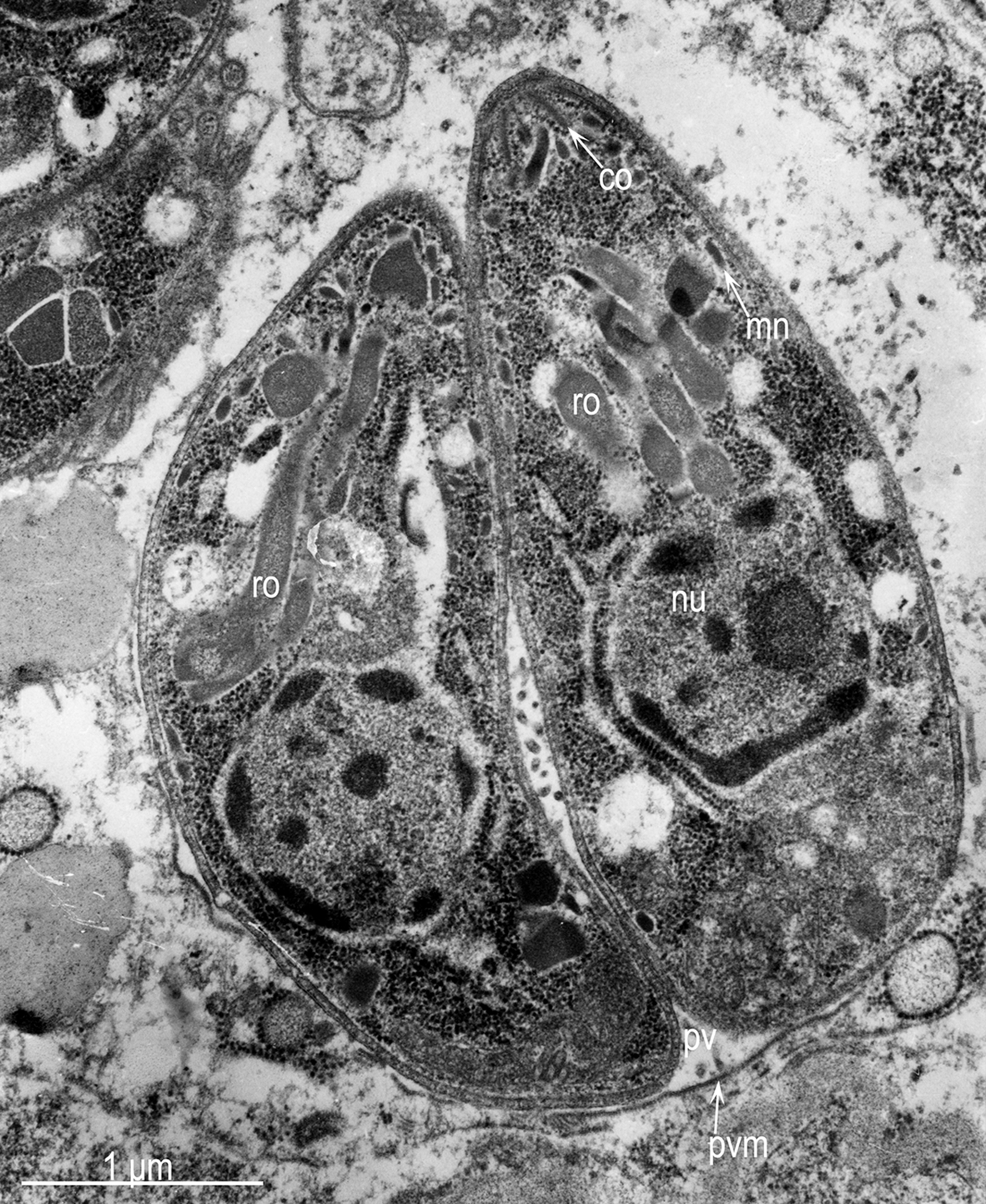
(tachyzoite) المقوسة الغوندية عبر مجهر إلكتروني نافذ، يظهر غشاء الفجوة الحاملة للطفيلي برمز (pvm)

الفجوة الحاملة للطفيلي (اختصارًا PV) هي بنيةٌ تنتجها طفيليات معقدات القمة في خلايا مضيفها. تسمح هذه الفجوة للطفيلي بالتطور بينما يكون محميًا من الجسيمات الحالة البلعمية في الخلية المضيفة.
الفجوة الحاملة للطفيلي ليست فجوة حقيقية، ولكنها تشبه تلك الموجودة تحت المجهر.